# اوتگونتگر
اوتگونتگر (به لاتین: Otgontenger) یک کوه است که در مغولستان واقع شده‌است. اوتگونتگر ۴٬۰۰۸ متر بالاتر از سطح دریا واقع شده‌است.